# Dean Magee
Dean James Magee (Kanada, Alberta, Banff, 1955. április 29. –) profi jégkorongozó.

## Karrier
Komolyabb junior karrierjét az Alberta Junior Hockey League-es Calgary Canucksban kezdte 1972–1973-ban és a következő szezont is itt játszotta. Az 1975-ös NHL-amatőr drafton a Minnesota North Stars választotta ki a nyolcadik kör 130. helyén. 1974–1978 között a Colorado College egyetemi csapatában játszott majd 1977–1978-ban kezdte meg felnőtt pályafutását a Central Hockey League-es Fort Worth Texansban és végül felhívták az National Hockey League-be a Minnesota North Starsba hét mérkőzésre. Ezután sosem játszott többet az NHL-ben. 1978–1979-ben az International Hockey League-es Grand-Rapids Owlsben és a World Hockey Associationben, az Indianapolis Racers szerepelt. 1979–1980-as szezon végén vonult vissza a CHL-es Houston Apollosból.

## Díjai
- AJHL Második All-Star Csapat: 1974

## Rekordjai
- Legtöbb büntetésperc a Colorado College színeiben (pályafutás): 438 (1974–1978)
- Legtöbb büntetésperc a Colorado College színeiben (szezon): 144 (1975–1976)